# Kim tiền thảo
Kim tiền thảo (danh pháp hai phần: Desmodium styracifolium) là một loài thực vật thuộc chi Thóc lép hay chi Tràng (Desmodium) của họ Đậu (Fabaceae), ở Việt Nam còn được gọi là cây vẩy rồng, cây mắt trâu, đậu vẩy rồng, đuôi chồn quả cong. Tên gọi kim tiền thảo có nguồn gốc Hán-Việt (金钱草).

## Danh pháp đồng nghĩa
Các danh pháp đồng nghĩa bao gồm: Hedysarum styracifolium Osbeck; Desmodium capitatum (N. L. Burman) Candolle; D. retroflexum (L.) Candolle; H. capitatum N. L. Burman; H. retroflexum L.; Nicolsonia styracifolia (Osbeck) Desvaux; Pseudarthria capitata (N. L. Burman) Hasskarl; Uraria retroflexa (L.) Drake.

## Mô tả
Cây nhỏ cao 40–80 cm, mọc bò. Thân rạp xuống, đâm rễ ở gốc rồi mọc đứng. Cành non hình trụ, khía vằn và có lông nhung màu gỉ sắt. Lá mọc so le gồm một hoặc ba lá chét, dài 2,5-4,5 cm, rộng 2–4 cm, lá chét giữa hình mắt chim, các lá chét bên hình bầu dục, mắt chim; mặt trên lá màu lục lờ và nhẵn, mặt dưới có lông trắng bạc và mềm. Cụm hoa chùm hay chùy ở nách hay ở ngọn, có lông mềm màu hung hung, thường có lá ở gốc các hoa. Hoa màu hồng, xếp 2-3 cái một. Quả thõng, hơi cong hình cung, có ba đốt.
Ra hoa tháng 6-9, kết quả tháng 9-10.

## Bộ phận dùng
Toàn cây - Herba Desmodii Styracifolii, thường có tên là quảng kim tiền thảo.

## Nơi sống và thu hái
Loài bản địa của khu vực Đông Nam á và Hoa Nam, mọc hoang ở các đồi vùng núi có cao độ dưới 1.000 m. Tại Việt Nam, thường gặp ở những chỗ sáng, trên đất cát pha, vùng trung du Hà Tây, Lạng Sơn, Ninh Bình, Hải Phòng. Thu hái cây vào mùa hè thu, dùng tươi hay phơi khô dùng dần.

## Thành phần hóa học
Kim tiền thảo có chứa polysaccharid, saponin triterpenic, các flavonoid như isovitexin, vicenin glycosid, isoorientin,... và các chất khác như desmodimin, desmodilacton, lupenon, lupcol, tritriacontan, acid stearic,...

## Tính vị tác dụng
Theo dược học cổ truyền, kim tiền thảo vị ngọt, tính bình, có công dụng thanh nhiệt, lợi thấp, lợi niệu thông lâm, tiêu thũng bài thạch, thường được dùng để chữa các chứng bệnh như viêm đường tiết niệu, sỏi tiết niệu, sỏi mật, phù thũng do viêm thận, hoàng đản (vàng da), tích tụ, ung thũng,...

## Công dụng, chỉ định và phối hợp
Thường dùng chữa:
- Sỏi niệu đạo, sỏi bàng quang, sỏi túi mật;
- Nhiễm khuẩn đường niệu, viêm thận phù thũng;
- Viêm gan vàng da.

Ngày dùng 15-60g, dạng thuốc sắc. Người có thai không dùng.

## Liên kết khác
- Thuốc cốm Sirnakarang - Niềm vui cho bệnh nhân sỏi tiết niệu
- Kim Tiền Thảo - Thảo dược vàng trị sỏi thận, sỏi tiết niệu Lưu trữ ngày 4 tháng 3 năm 2010 tại Wayback Machine
- Tác dụng của kim tiền thảo Lưu trữ ngày 21 tháng 10 năm 2021 tại Wayback Machine